# Gutshaus Markendorf

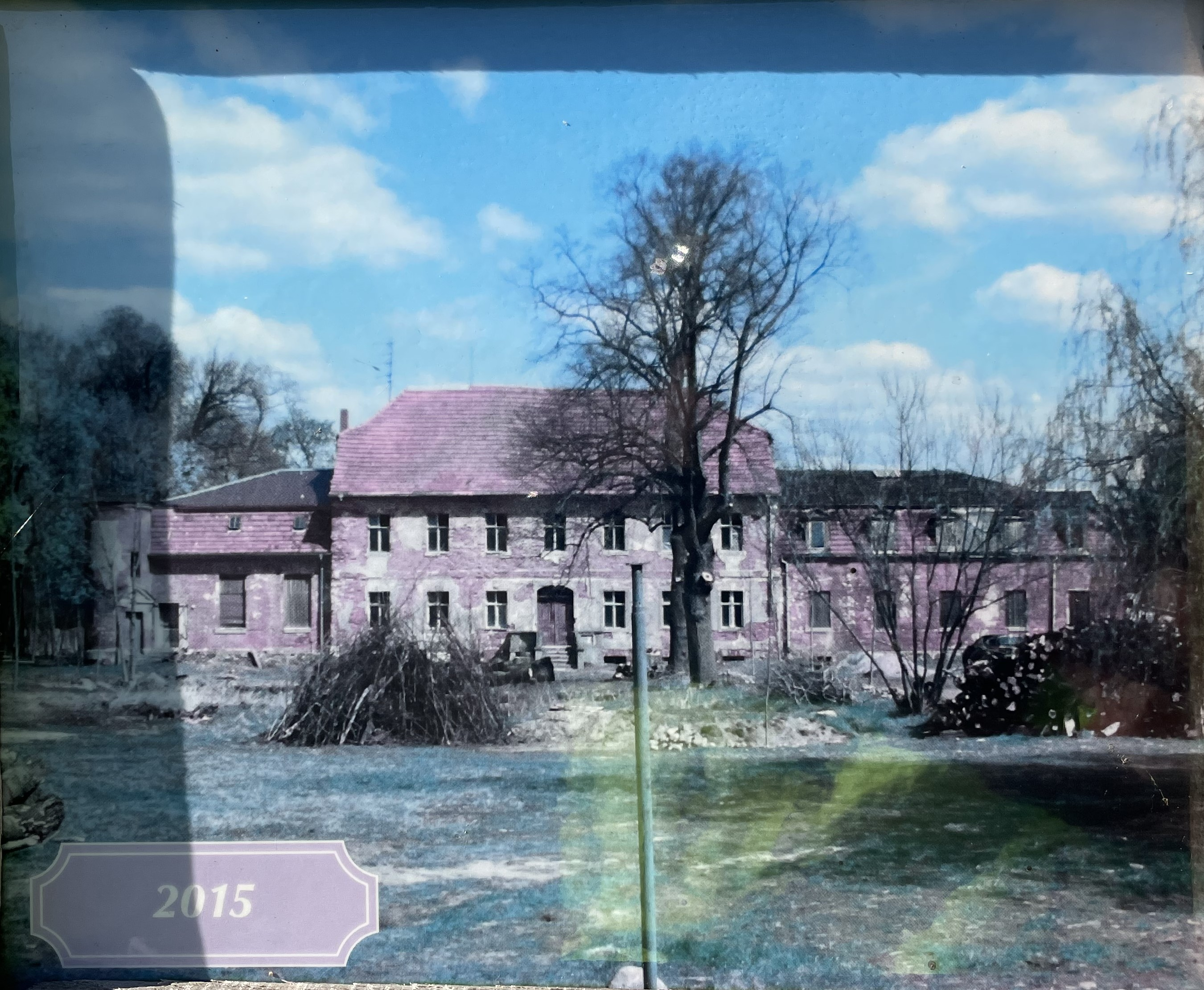
Gutshaus Markendorf

Das Gutshaus Markendorf (offizielle Bezeichnung in der Landesdenkmalliste Gutsanlage, bestehend aus Gutshaus, Torgebäude, Stallgebäude und Scheune) ist ein denkmalgeschütztes Herrenhaus in Markendorf, einem Ortsteil der Stadt Jüterbog im Landkreis Teltow-Fläming im Land Brandenburg.

## Lage
Die Bundesstraße 115 führt als zentrale Verbindungsstraße in West-Ost-Richtung durch den Ort. Am östlichen Ende der Gemarkung und dort nördlich der Bundesstraße liegt das Gutshaus mit seinen Nebengebäuden.

## Geschichte

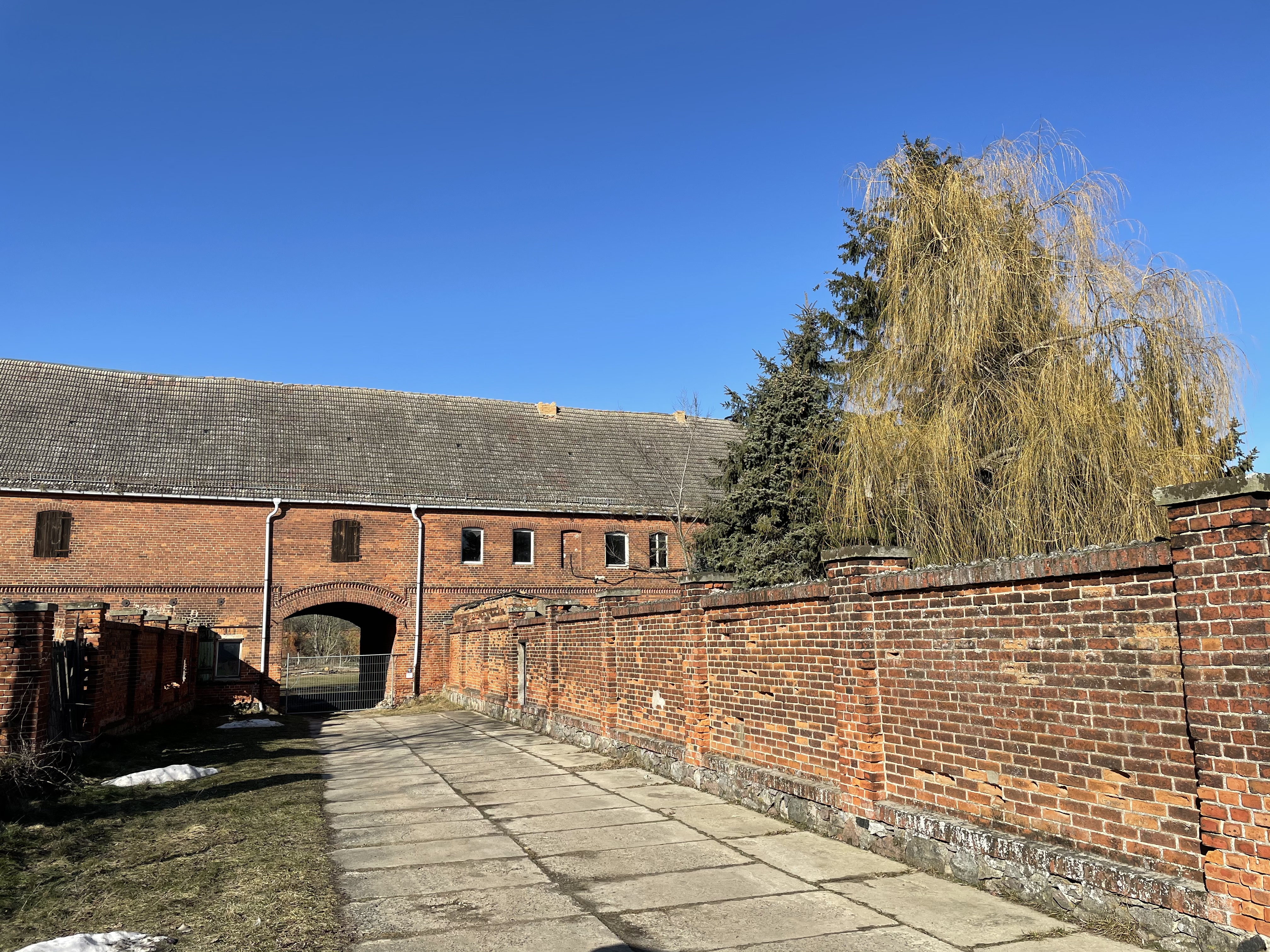
Gutshof Markendorf, Zufahrt

An Stelle des Gutshauses befand sich im 17. Jahrhundert zunächst nur ein Vorwerk, aus dem sich im Jahr 1665 ein Gut bildete. Der Ort befand sich zu dieser Zeit im Besitz der Familie von Klitzing. Sie bildete aus drei Hufnerhöfen und einem Kossätenhof zwölf Ritterhufen. Das Brandenburgische Landesamt für Denkmalpflege und Archäologische Landesmuseum (BLDAM) vermutet, dass der Auslöser für die Bildung des Guts der Dreißigjährige Krieg war, in dem das Dorf nach einem Brand im Jahr 1661 annähernd wüst fiel. Zum Gut gehörten eine Branntweinbrennerei, eine Ziegelei und eine nordöstlich gelegene Schäferei. Ab 1694 übernahm die Familie von Stutterheim das Gut und hielt es bis 1747. Auf dem Gelände entstand gegen Ende des 18. Jahrhunderts ein Gutshaus, das in der Mitte des 19. Jahrhunderts erneuert wurde. Im Jahr 1794 wurde das Rittergut an die Familie Hofmann verkauft. Auf dem Urmesstischblatt von 1847 ist auf dem Areal ein Vierseithof mit Teich erkennbar.
Um 1900 wurden die Schmalseiten des Gebäudes um neobarocke Trakte erweitert. Zu Beginn des 20. Jahrhunderts verkauften die Hofmanns nach und nach das Gut an den Militärfiskus. Dieser errichtete im Ersten Weltkrieg einen Übungsplatz für eine Minenwerferschule des preußischen Heeres. Dabei wurde ein Großteil des gutsherrlichen Waldbesitzes abgeholzt, und das Gut kam in finanzielle Schwierigkeiten. Das Gutshaus diente spätestens ab 1913 als Offizierskasino. Nach dem Versailler Friedensvertrag begann eine zivile Nutzung. Der Wald wurde aufgeforstet und das Lager in eine zivile Wohnsiedlung umgewandelt. Ab 1921 kamen Elsässer ins Land, die von der Siedlungs- und Beschaffungsgenossenschaft Neu-Elsaß-Lothringer GmbH zunächst im Gutshaus, später in umgebauten Baracken untergebracht wurden. Der zunächst geplante genossenschaftliche Ansatz zur Bewirtschaftung der landwirtschaftlichen Flächen wurde nicht weiterverfolgt. Ein Teil der Ackerflächen, das Gutshaus und der Gutshof mit Gärtnerei kamen um 1926/1927 vom Reichsvermögensamt in den Besitz des Peter Heitan. Der neue Eigentümer bulgarischer Abstammung produzierte gemeinsam mit seiner Frau Tatjana hauptsächlich Gurken und Weißkohl, die teilweise in Konserven vermarktet wurden. Im Jahr 1928 wurden auch in Markendorf der Gutsbezirk mit der Gemeinde vereinigt.
In der Zeit des Nationalsozialismus entstand auf dem ehemaligen Übungsgelände um 1935 ein rund 500 Hektar großer Bombenabwurfplatz. Da sich das Gut in ausländischem Besitz befand, wurde die Familie Heitan nach dem Ende des Zweiten Weltkrieges nicht enteignet. Im Jahr 1946 starb Peter Heitan, und sein Gutsgärtner Martin Boyadjieff (?) übernahm die Verwaltung. Tatjana Heitan starb 1951, anschließend übernahm eine Grundstücksverwaltung den Gutshof. Martin Boyadjieff erhielt von den in Berlin-West lebenden Erben eine Vollmacht zur Verwaltung des Gutes. Die Grundstücksverwaltung vermietete einige Flächen an den Bürgermeister, das Standesamt sowie einen Kindergarten. Im Obergeschoss waren Umsiedler untergebracht. Zeitweilig betrieb eine BHG eine Verkaufsstelle im Gebäude. Nach 1959 schloss sich das Gut mit der Gärtnerei der LPG Frohes Schaffen an, die 1973 in die KAP Jüterbog aufging.
Bis zur Wende blieb der Kindergarten im Gebäude. Die Heitan’schen Erben erhielten den Gutshof zurück und verkauften 1993 das Areal. Nach einigen Jahren des Leerstandes und Verfalls erwarb ein neuer Besitzer im Jahr 2013 das Anwesen und begann im Jahr 2016 mit Sanierungsarbeiten.

## Baubeschreibung

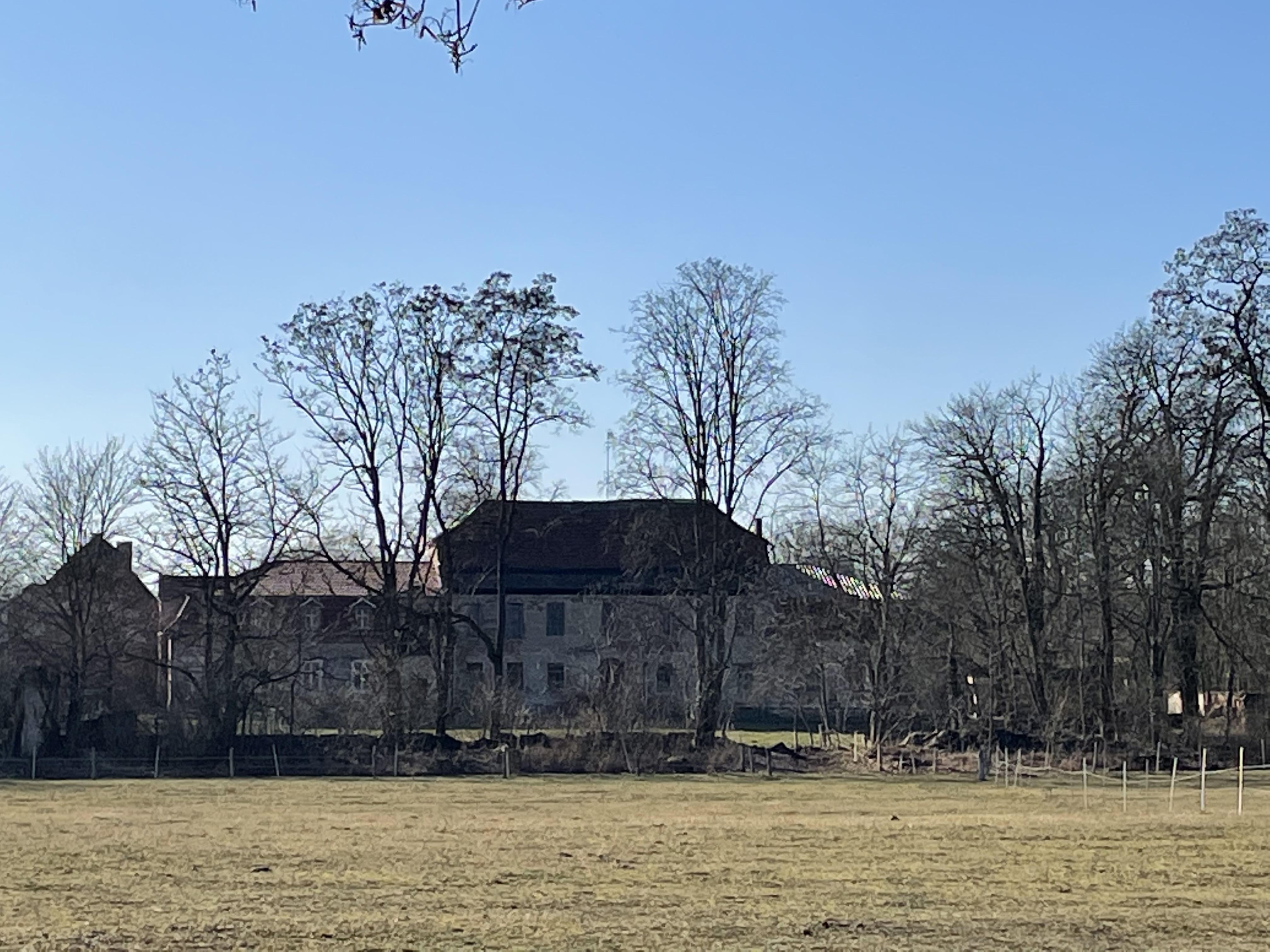
Gutshaus Markendorf, Gartenseite

Das Bauwerk entstand als zweigeschossiger und siebenachsiger Ziegelbau auf niedrigen, leicht abgeschrägtem Sockel sowie  Krüppelwalmdach. Er kann durch je ein mittig angeordnetes, flachbogiges Portal sowohl von der Hof-, als auch von der Parkseite her betreten werden. An der Hofseite befindet sich eine Freitreppe. Die Fenster sind durchgängig schlicht und hochrechteckig; ihre Form wurde durch Faschen und Schlusssteine nochmals betont. Das obere Geschoss wird durch ein breites Putzband optisch vom Erdgeschoss getrennt. An den Schmalseiten sind eingeschossige Anbauten aus der Zeit um 1900, die ein Mansardwalmdach tragen. Der linke, nördlich gelegene Anbau wurde mit einem runden Treppenturm ergänzt und beinhaltete einen Festsaal, der rechte, südliche Anbau mit einem Risalit diente als Haupttreppenhaus und Küche. In dieser Zeit wurden auch die Innenräume neugestaltet. Im Saaltrakt wurden stuckverzierte Decken angebracht, Parkettböden eingebaut und neue Innentüren und Öfen verbaut. Das Obergeschoss wird durch einen Zwischenflur erschlossen.
Vor dem Gutshaus befindet sich leicht nach Osten versetzt ein kreisförmiger Brunnen. Es sind Reste des in der zweiten Hälfte des 19. und Anfang des 20. Jahrhunderts gestalteten Gutsparks erhalten geblieben. Die Zufahrt erfolgt über ein großes Torhaus aus Ziegelmauerwerk.